# Thalictrum hintonii
Thalictrum hintonii är en ranunkelväxtart som beskrevs av B. Boiv.. Thalictrum hintonii ingår i släktet rutor, och familjen ranunkelväxter. Inga underarter finns listade i Catalogue of Life.